# Atletismo nos Jogos Pan-Americanos de 2015 - 50 km marcha atlética masculina
A competição da marcha atlética 50 km masculina foi um dos eventos do atletismo nos Jogos Pan-Americanos de 2015, em Toronto. Sua chegada foi realizada no  Ontario Place West Channel no dia 19 de julho.

## Calendário
Horário local (UTC-4).
| Data        | Horário | Fase  |
| ----------- | ------- | ----- |
| 19 de julho | 7:05    | Final |

## Medalhistas
| Ouro   | ECU Andrés Chocho  |
| Prata  | GUA Erick Barrondo |
| Bronze | MEX Horacio Nava   |

## Recordes
Recordes mundial e pan-americano antes da disputa dos Jogos Pan-Americanos de 2015.
| Tipo                             | Atleta            | Tempo   | Local         | Data                 |
| -------------------------------- | ----------------- | ------- | ------------- | -------------------- |
|                                  | Yohann Diniz      | 3:32:33 | Zurique       | 15 de agosto de 2014 |
| Recorde dos Jogos Pan-Americanos | Carlos Mercenario | 3:47:55 | Mar del Plata | 24 de março de 1995  |

## Resultado
| Colocação         | Atleta             | Nacionalidade      | Tempo   | Notas                |
| ----------------- | ------------------ | ------------------ | ------- | -------------------- |
| Medalha de ouro   | Andrés Chocho      | ECU Equador        | 3:50:13 | Recorde da temporada |
| Medalha de prata  | Erick Barrondo     | GUA Guatemala      | 3:55:57 |                      |
| Medalha de bronze | Horacio Nava       | MEX México         | 3:57:28 |                      |
| 4                 | Jonnathan Cáceres  | ECU Equador        | 4:00:58 |                      |
| 5                 | Cristian Berdeja   | MEX México         | 4:05:44 |                      |
| 6                 | James Rendón       | COL Colômbia       | 4:06:52 |                      |
| 7                 | Mario Alfonso Bran | GUA Guatemala      | 4:15:06 |                      |
| 8                 | Cláudio dos Santos | BRA Brasil         | 4:18:08 |                      |
| 09                | John Nunn          | USA Estados Unidos | DNF     |                      |
| 09                | Jonathan Riekmann  | BRA Brasil         | DNF     |                      |
| 09                | Pavel Chihuán      | PER Peru           | DNF     |                      |
| 09                | Edward Araya       | CHI Chile          | DSQ     |                      |
| 09                | Creighton Connolly | CAN Canadá         | DSQ     |                      |
| 09                | Jorge Armando Ruiz | COL Colômbia       | DSQ     |                      |

Legenda
| Recorde mundial                  | Recorde mundial (World record)               |                       | Recorde africano                      | Recorde africano (African) |                                           | Q | Classificado por posição (Qualified) |
| Recorde dos Jogos Pan-Americanos | Recorde pan-americano (Pan-American record)  | Recorde da América    | Recorde da América (Americas)         | q                          | Classificado por melhor tempo (Qualified) |   |                                      |
| Melhor marca do ano              | Melhor marca do ano (World leading)          | Recorde asiático      | Recorde asiático (Asian)              | DNS                        | Não largou (Did not start)                |   |                                      |
| Recorde nacional                 | Recorde nacional (National record)           | Recorde europeu       | Recorde europeu (European)            | DNF                        | Não terminou (Did not finish)             |   |                                      |
| Recorde pessoal                  | Recorde pessoal do atleta (Personal best)    | Recorde da Oceania    | Recorde da Oceania (Oceania)          | DSQ / DQ                   | Desclassificado (Disqualified)            |   |                                      |
| Recorde da temporada             | Recorde da temporada do atleta (Season best) | Recorde sul-americano | Recorde sul-americano (South America) | NM                         | Sem marca (No mark)                       |   |                                      |